# Christian Tavernier
Pour les articles homonymes, voir Tavernier.
 (octobre 2015).
Christian Tavernier, né le 1er juillet 1955, est un « ingénieur-conseil et professeur associé des universités en électronique, informatique et télécommunications. ».
Il est l'auteur de plusieurs livres édités par Dunod, contributeur dans plusieurs magazines d'électronique et créateur de deux ordinateurs.

## Études
- Ingénieur électronicien depuis 1977[réf. souhaitée].

Il a conçu en 1983 un ordinateur individuel en kit dont il publie les plans dans la revue Le Haut-Parleur

## Liste non exhaustive de ses ouvrages
- Arduino : maîtrisez sa programmation et ses cartes d'interface (shields) -  (ISBN 9782100710409)
- Raspberry Pi : prise en main et premières réalisations -  (ISBN 9782100598915)
- Les microcontrôleurs AVR, des ATtiny aux ATmega : description et mise en œuvre -  (ISBN 9782100594634)
- Les cartes à puce : théorie et mise en œuvre -  (ISBN 9782100563470)
- Programmation en C des PIC -  (ISBN 9782100488940)
- Guide pratique de la cem -  (ISBN 9782100040940)
- Maîtrisez votre EXL 100 -  E.T.S.F., 1985
- Microcontrôleurs -  (ISBN 9782709111171)
- Montages flash - 37 montages faciles à réaliser soi-même -  (ISBN 9782855351933)
- Montajes Domóticos -  (ISBN 9788428321822)
- Microcontrôleurs 68 HC 11 et version UVPROM ; EEPROM applications -  (ISBN 9782100049653)
- Microcontroladores PIC -  (ISBN 9788428323734)
- Arduino : Applications avancées -  (ISBN 9782100582051)
- Circuits logiques programmables -  (ISBN 9782100028825)
- Microcontrôleurs PIC - Programmation en BASIC -  (ISBN 9782100495184)
- Les microcontrôleurs PIC : description et mise en œuvre -  (ISBN 9782100067220)
- Microcontrôleurs PIC 10, 12, 16 ; description et mise en œuvre -  (ISBN 9782100499786)
- Applications des microcontrôleurs PIC -  (ISBN 9782100559244)
- Surveillance et contresurveillance électronique -  (ISBN 978-2100064267)
- Montages autour des Basic Stamp -  (ISBN 9782100064274)

## Contribution dans des magazines d'électronique
- Le haut-parleur[4]
- Électronique Pratique[5]
- Génération Électronique
- Micro et Robots
- Elektor[6]

## Ordinateurs créés

### Tavernier Kit6800
Christian Tavernier a créé le Tavernier Kit6800 en 1978. « La base est le système Exorciser de Motorola et l'inspiration le kit d'apprentissage MEK 6800. » Il était possible de fabriquer cet ordinateur soi-même à partir des plans inclus dans la revue d'électronique "Le Haut-Parleur" .
L'ordinateur est basé sur une architecture à fond de panier où étaient insérées différentes cartes : une carte MPU avec le processeur, une carte ICAH pour interface clavier et affichage hexadécimal et une carte clavier. Des cartes supplémentaires pouvaient être ajoutées : une carte mémoire vive (RAM), une carte mémoire morte(ROM), une carte PIA, une carte clavier ASCII, une carte terminal sur TV, une carte interface cassette.

### Tavernier 6809
Christian Tavernier a créé le Tavernier 6809 en 1982 comme successeur du Tavernier Kit6800. Il était possible en 1983 de fabriquer cet ordinateur soi-même à partir des plans inclus dans la revue d'électronique "Le Haut-Parleur". La machine à base du processeur Motorola 6809, utilisait le système d'exploitation nommé "Flex",. L'ordinateur disposait de 64 à 256 ko de mémoire vive.
L'ordinateur est basé sur une architecture à fond de panier où étaient insérées différentes cartes : une carte microprocesseur, une carte mémoire vive (RAM), une carte contrôleur de disquettes, etc.
Il y a eu plusieurs variantes : le "Vegas", proposé par la revue "Micro-Systèmes" et le "U183", de Christian Tavernier lui-même.